# Harleyodendron
Harleyodendron es un género monotípico de plantas con flores perteneciente a la familia Fabaceae. Su única especie:  Harleyodendron unifoliolatum R.S.Cowan, es originaria de Brasil.